# Bitwa pod Krupczycami
Bitwa pod Krupczycami – bitwa stoczona 17 września 1794 roku pod Krupczycami niedaleko Kobrynia (na terenie dzisiejszej Białorusi) przez wojska polskie z rosyjskimi w czasie insurekcji kościuszkowskiej.
Stojący w Brześciu generał Karol Sierakowski na wieść o marszu rosyjskiego korpusu Aleksandra Suworowa z Ukrainy wyruszył 15 września z obozu pod Terespolem i zajął mocną pozycję pod Krupczycami. Polska dywizja Karola Sierakowskiego decyzją swego dowódcy zamierzała bronić przeprawy na Trościanicy pomimo znacznej przewagi liczebnej nieprzyjaciela. Zajęta pozycja obronna była dobra, gdyż wojsko polskie od frontu osłaniała rzeka Trościanica i 5 baterii, a oba skrzydła polskie oparte były o lasy. Z tyłu za groblą usypano baterię.
Generał Karol Sierakowski dysponował pięcioma batalionami piechoty i trzynastoma szwadronami jazdy w sile 4000 ludzi i 26 armat. Lewym skrzydłem polskim dowodził gen. mjr Izydor Krasiński a prawym gen. mjr Dionizy Poniatowski.
Suworow nadszedł 17 września i zauważywszy na przedpolu liczne błota, postanowił uderzyć na lewe skrzydło Sierakowskiego. W tym celu przystąpił do budowy prowizorycznej grobli, w czym wojska polskiego lewego skrzydła nie potrafiły mu przeszkodzić. By odwrócić polską uwagę Suworow rzucił do natarcia jegrów perejasławskich, którzy przypuścili szturm na stojącą w centrum gwardię konną koronną. W międzyczasie jada rosyjska obeszła polskie pozycje z obu stron i około godziny 15 wyszła na tyły polskiej dywizji. Widząc zagrożenie Sierakowski w porę wydał rozkaz do odwrotu, ratując swą dywizję przed zniszczeniem Żołnierze polscy wycofali się w pełnym porządku.
Straty polskie wyniosły 257 zabitych i rannych, Rosjanie stracili 318 żołnierzy. Sierakowski nakazał odwrót w kierunku Brześcia, gdzie siły polskie 18 września dotarły do swego dawnego obozu pod Terespolem. Następnego dnia, 19 września, wojska polskie podczas kolejnej próby odwrotu zostały rozbite w bitwie pod Terespolem.